# 三田市立けやき台小学校
三田市立けやき台小学校（さんだしりつ けやきだいしょうがっこう）は、兵庫県三田市けやき台三丁目にある公立小学校。1992年（平成4年）に開校した。

## 沿革
- 1992年 - 三田市立すずかけ台小学校より校区分けにより新設
- 1995年 - 三田市立ゆりのき台小学校開校により、本校のゆりのき台地区在住の児童は同小学校へ移る

## 校区
- けやき台
- 西野上区

## 校木・校花
校木「けやき」、校花「つばき」

## 卒業後の進路
- 三田市立けやき台中学校

## おもな卒業生
- 岡崎慎司 - プロサッカー選手（レスター・シティFC所属）、サッカー日本代表

## 校区が隣接している学校
- 三田市立すずかけ台小学校
- 三田市立あかしあ台小学校
- 三田市立ゆりのき台小学校
- 三田市立広野小学校